# Marie Recio
Pour les articles homonymes, voir Recio.
Marie Recio (née Marie-Geneviève Martin ; Châtenay, 10 juin 1814 – Saint-Germain-en-Laye, 13 juin 1862) est une chanteuse (mezzo-soprano), seconde épouse d'Hector Berlioz.

## Biographie
Marie Recio naît d'un père militaire français, le colonel Joseph Martin (1758–1836), chef de bataillon et d'une mère espagnole. Peter Bloom estime qu'il est probable qu'elle prenne des cours de chant du grand chanteur italien David Banderali (professeur au conservatoire de 1828 à 1849), étant l'amie de sa fille, Anne Barthe. Dans les années 1830, elle devient chanteuse professionnelle à Paris.
Berlioz et Marie se rencontrent aux alentours de 1840. C'est peut-être pour Marie Recio que Berlioz commence Les Nuits d'été, avec Absence (1841, la quatrième pièce du recueil définitif), qu'elle chante souvent et que le musicien orchestre dès 1843. Berlioz confie lui-même : « Elle miaule comme une douzaine de chats ».
Grâce à l'influence de Berlioz elle fait ses débuts à l'Opéra-Comique le 9 octobre 1841, mais c'est un fiasco et elle n'y tient que quelques mois. Son répertoire est réduit : Inès dans La Favorite de Donizetti, Isolier dans Le Comte Ory de Rossini et Alice dans Robert le diable de Meyerbeer. Il semble que la cantatrice avait un trac qui la privait de ses moyens.
Marie et Berlioz partent en voyage à Bruxelles dès septembre 1842 et elle l’accompagne dans ses divers déplacements à Prague en 1846, etc.
Le couple vit ensemble à partir de 1844 et durant près de vingt ans. Il l'épouse le 19 octobre 1854, à l'église de la Trinité. Pendant toutes ces années, elle devient collaboratrice et gestionnaire du musicien.
Elle meurt d'une maladie de cœur chez une de ses amies à Saint-Germain-en-Laye. Sa mère, Marie Sotera Villas Recio, restera au côté du compositeur jusqu'à ses derniers jours.
Elle apparaît sous les traits de l'actrice Renée Saint-Cyr, dans La Symphonie fantastique (1942) le film de Christian-Jaque.